# Nikolai Alexandrowitsch Michailow
Nikolai Alexandrowitsch Michailow (russisch Николай Александрович Михайлов; * 27. Septemberjul. / 10. Oktober 1906greg. in Moskau; † 25. Mai 1982 ebenda) war ein sowjetischer Journalist, Diplomat, Politiker und Funktionär der Kommunistischen Partei der Sowjetunion (KPdSU), der zwischen 1938 und 1952 Erster Sekretär des kommunistischen Jugendverbandes Komsomol war sowie von Oktober 1952 bis März 1953 als Mitglied des Präsidiums des ZK der KPdSU kurzzeitig dem obersten Führungsgremium der Partei angehörte. Später war er Botschafter in Polen und Indonesien sowie mehrere Jahre Kulturminister der UdSSR.

## Leben

### Studium und Tätigkeit als Journalist
Michailow absolvierte nach dem Schulbesuch zwischen 1928 und 1929 ein Studium an der Moskauer Arbeiter-Abenduniversität sowie anschließend ein Studium an der Fakultät für Journalistik der Staatlichen Universität Moskau, das er 1935 mit einem Diplom abschloss. Während des Studiums trat er 1930 der  Kommunistischen Allunions-Partei (Bolschewiki) (WKP(B)) bei und leistete zwischenzeitlich zwischen 1930 und 1931 Militärdienst in der Roten Armee.
Neben seinem Studium arbeitete er von 1931 bis 1937 als Redakteur der Werkszeitung Динамо („Dynamo“) des Metallurgischen Werks „Sichel und Hammer“ (Серп и молот) sowie als Redakteur der Tageszeitung Prawda. 

### Funktionär des Komsomol, Politbüromitglied und ZK-Sekretär
Von 1937 bis 1938 war Michailow Chefredakteur der Komsomolskaja Prawda, der Zeitung des kommunistischen Jugendverbandes Komsomol.
Am 22. November 1938 wurde Michailow als Nachfolger des ein Jahr später erschossenen Alexander Kossarew Erster Sekretär des Zentralkomitees der Komsomol und damit Vorsitzender des Jugendverbandes der Kommunistischen Partei. Diese Funktion bekleidete er annähernd 14 Jahre lang bis zu seiner Ablösung durch Alexander Schelepin am 30. Oktober 1952.
Am 21. März 1939 wurde er auf dem XVIII. Parteitag der WKP(B) zum Mitglied des ZK gewählt und gehörte diesem bis zum 30. März 1971 an. Einen Tag darauf wurde er am 22. März 1939 auch Mitglied des Orgbüros des Zentralkomitees, dem er bis zum 5. Oktober 1952 angehörte.
Danach wurde Michailow am 16. Oktober 1952 Mitglied des Sekretariats des ZK der KPdSU und verblieb bis zum 14. März 1953 auf diesem Posten. Zugleich war er zwischen dem 16. Oktober 1952 und dem 5. März 1953 Mitglied des Präsidiums des ZK der KPdSU und gehörte damit dem obersten Führungsgremium der Partei an. Während dieser Zeit war er ferner vom 18. Oktober 1952 bis zum 5. März 1953 Mitglied des Ständigen Ausschusses für auswärtige Angelegenheiten des Präsidiums des ZK der KPdSU sowie gleichzeitig vom 30. Oktober 1952 bis zum 14. März 1953 Leiter der Abteilung Propaganda und Agitation des ZK der KPdSU.
Nach dem Tod von Josef Stalin am 5. März 1953 verlor Michailow an Einfluss, wurde aber am 10. März 1953 als Nachfolger des zum Ersten Sekretär des ZK der KPdSU aufgestiegenen Nikita Chruschtschow zum Ersten Sekretär des Moskauer Gebietskomitees der KPdSU ernannt. Knapp ein Jahr später folgte ihm am 25. März 1954 Iwan Kapitonow auf diesem Posten.

### Botschafter und Kulturminister
Danach wechselte Michailow zunächst in den auswärtigen Dienst und fungierte als außerordentlicher und bevollmächtigter Botschafter der UdSSR in der Volksrepublik Polen als Nachfolger von Georgi Popow vom 28. März 1954 bis zu seiner Ablösung durch Panteleimon Ponomarenko am 8. Mai 1955.
Am 22. März 1955 löste er Georgi Alexandrow als Kulturminister der UdSSR ab und bekleidete diesen Posten im Ministerrat der UdSSR bis zu seiner Ablösung durch Jekaterina Furzewa am 6. Mai 1960.
Danach wechselte er wieder in den auswärtigen Dienst und folgte am 2. Juli 1960 Boris Wolkow als außerordentlicher und bevollmächtigter Botschafter der UdSSR in Indonesien. Nach fast fünfjähriger Tätigkeit auf diesem Posten folgte ihm dort am 27. April 1965 Michail Sytenko, während er selbst am 10. September 1960 Nachfolger von Pawel Romanow als Vorsitzender des Pressekomitees beim Ministerrat der UdSSR wurde. Im März 1970 wurde er in den Ruhestand versetzt und durch Boris Stukalin abgelöst.
1946–1962 und 1966–1970 war er Abgeordneter des Obersten Sowjets der UdSSR. 
Für seine langjährigen Verdienste um die Sowjetunion wurde Michailow dreimal mit dem Leninorden ausgezeichnet, unter anderem zu seinem 50. Geburtstag am 10. Oktober 1956. Weiterhin erhielt er den Orden des Vaterländischen Krieges I. Klasse.